# چسنوکوفکا (باشقیرستان)
چسنوکوفکا (انگلیسی: Chesnokovka, Republic of Bashkortostan) یک شهرک در شهرستان اوفیمسکی استان باشقیرستان کشور روسیه است.